# امشريج (المضاربة والعارة)

تعديل مصدري - تعديل

امشريج هي إحدى قرى عزلة المضاربة بمديرية المضاربة والعارة التابعة لمحافظة لحج، بلغ تعداد سكانها 66 نسمة حسب تعداد اليمن لعام 2004.